# Danau Amaru
Danau Amaru är en sjö i Indonesien.   Den ligger i provinsen Papua Barat, i den östra delen av landet, 2 900 km öster om huvudstaden Jakarta. Danau Amaru ligger 251 meter över havet. Arean är 9,2 kvadratkilometer. I omgivningarna runt Danau Amaru växer i huvudsak städsegrön lövskog. Den sträcker sig 4,7 kilometer i nord-sydlig riktning, och 5,7 kilometer i öst-västlig riktning.